# Николай Велимирович
Николай (на сръбски: Николај или Nikolaj) е сръбски духовник, охридски, охридско-битолски и жички епископ на Сръбската православна църква, виден богослов. Николай е изключително противоречива фигура в сръбската история. Като млад духовник е на либерални позиции и подкрепя икуменическото движение, но след Първата световна война застава на консервативни позиции и е основател на дясната сръбска идеология светосавски национализъм. Духовен баща е на профашиското движение „Збор“ и е на антисемитски позиции. През Втората световна война германските окупационни власти го затварят през 1944 година за три месеца в концентрационния лагер Дахау, но след това го освобождават, за да помага за обединението на югославските колаборационисти льотичевци и четници. След войната емигрира в Съединените щати, където умира през 1956 г. и е погребан в Пенсилвания. В 2003 година Сръбската православна църква го канонизира за светец.

## Биография

### Ранни години
Николай е роден на 23 декември 1880 година стар стил (4 януари 1881 година нов стил) в Лелич, Валевско, в западната част на Княжество Сърбия, със светското име Никола Велимирович (Никола Велимировић). Никола е първото от общо деветте деца на Драгомир и Катарина – земеделци и набожни християни. За потеклото на рода Велимирович има две мнения – едното е, че са от загарачите в Катунска нахия, Черна гора, а второто е, че са от старохерцеговското племе баняни. Родът се преселва в Лелич в края на XVIII век от Осат, Босна. Никола е изключително будно дете, което показва „над среден интелект“ и склонност към учение. Местният свещеник Михйло Ступаревич го насърчава да учи и след като завършва Валевската гимназия, Велимирович решава да получи висше образование. Опитът му да влезе във Военната академия обаче не успява, поради лошото му здраве и Велимирович се записва в Белградската семинария. В Белград Велимирович попада под патронажа на отец Алекса Илич, основател и редактор на „Хришчански Весник“ (Християнски вестник). Велимирович, когото Илич описва като един от най-надарените и трудолюбиви семинаристи, започва да му помага в редакторската работа.
В 1905 година Велимирович получава стипендия за обучение в Старокатолическия факултет в Бернския университет, в който на следната 1906 година защитава докторат. След това Велимирович учи в Оксфордския, където изследва философията на Джордж Бъркли, Женевския университет и получава втори докторат от Берн върху Наполеонова Франция в Бока Которска и така става един от най-образованите богослови за времето си. В 1909 година се завръща в Сърбия и се разболява от дизинтерия. Биографите му твърдят, че той дал обет, ако оцелее, да стане монах и да се посвети на църквата. Така след оздравяването си, на 22 декември 1909 година Никола Велимирович е ръкоположен за йеромонах в манастира Раковица в Белград. След това Николай заминава за Санктпетербургската семинария, като обикаля Русия, посещава манастири и се запознава с руската култура и начин на живот, като забележително влияние му оказва Фьодор Достоевски.
След една година, в 1911 година, след смъртта на епископ Никанор Нишки, Николай прекъсва руските си пътувания и се завръща в Сърбия, очаквайки, че ще получи нишката катедра. Митрополит Димитрий Сръбски обаче в последния момент се отказва, вероятно поради младостта и липсата на опит у Николай, който заема поста си на преподавател в Белградската семинария, даден му in absentia година по-рано. Николай пише серия книги на философска и православна тематика: „Негошевата религия“ (Религија Његошева, 1911), „Беседи под планината“ (Беседе под гором, 1912), която се превръща в бестселър, „Отвъд греха и смъртта“ (Изнад греха и смрти, 1914). Николай публикува интензивно и в религиозните и богословските издания и пътува и държи проповеди из Сърбия и в анексираната от Австро-Унгария Босна. Проповедите му не са посветени единствено на религиозни въпроси, а също и на възраждането на сръбството и на славянското единство, като Николай има силно влияние върху организацията Млада Босна. С отличното си образование, Николай е възприеман като прогресивен либерален млад богослов, коренно различен от стандарта на сръбското свещенство по това време, и затова той се харесва не само на масите, но и на образованите градски класи и на политическия елит. Съвременниците му го разглеждат като англофил, повлият от протестантската теология, който може да модернизира Сръбската църква.
В 1913 година епископ Доментиан Нишки умира от тиф и катедрата е предложена на Николай, който обаче я отказва, като се аргументира с „нездравия климат“ в Сръбската църква и с незавършени дела в Англия – вероятно работата си върху Бъркли.

### Мисия във Великобритания (1914 – 1919)
Преди началото на Първата световна война през лятото на 1914 година, Николай, който има стабилни връзки в Църквата на Англия и в Епископалната църква в САЩ е изпратен от сръбския министър-председател Никола Пашич във Великобритания и САЩ, за да пропагандира сръбската кауза. В Англия Николай изнася публични лекции пред светски аудитории в университетите в Кеймбридж, Лондон, Единбург, Бирмингам, както и в различни англикански църкви, включително и в „Света Маргарита“ в Уестминстърското абатство, енорийската църква на Британския парламент, както и в катедралата „Свети Павел“, като участието му в процесията след службата е смятана за най-висша почит за чуждестранен религиозен деятел. Речите му, на вълната на просръбската еуфория в Англия, са приети отлично, като Николай с голямата си лична харизма и чар често събира големи множества. В Англия е почетен гост в салоните на висшето общество и се сприятелява с Джордж Бел, епископ на Чичестър и с Рандъл Томас, архиепископ на Кентърбъри, който е автор на предговора на английското издание на книгата на Николай „Сърбия в светлина и мрак“ (Srbija u svetlosti i mraku, 1916). Заради усилията му за подобряване на англикано-православните отношение, приятелите на Николай в Англиканската църква правят неуспешен опит да му дадат почетен докторат по богословие Ламбет, но при заминаването му от Великобритания кентърбърийският архиепископ го награждава с нагръден кръст и верига, символ на лично приятелство и общия им стремеж към икуменическо единство.
По време на престоя си във Великобритания Николай публикува няколко есета на патриотична тематика – „Душата на Сърбия“, „Мястото на Сърбия в световната история“, „Трагедията на Сърбия“ и други, които се занимават със србъската народопсихология и представят сърбите като малка, ненатрапваща се на никого нация, която обаче би предпочела смъртта пред робството. Целта им е да промени стереотипа за сърбите като „създаващи проблеми“, появил се след Сараевския атентат. В тях се появява и мотивът, който Николай по-късно ще нарече Косовско верую, че цялата сръбска национална философия е основана върху концепцията за страданието.
В други свои текстове и речи Николай защитава югославската идея за създаване на южнославянска държава, като твърди, че югославяните – сърбите, хърватите и словенците са „една и съща нация по език, по кръв, по съдба и по възжелания“. Към кръвта, езика и политическия интерес Николай Велимирович добавя и вярата в Христос, като смята, че религиозните различия между православните и католиците не са непреодолимо препятствие пред южнославянското единство и възхвалява дейността на католическия епископ Йосип Щросмайер – един от бащите на идеята за южнославянско единство. Тези му проюгославски позиции обаче са продиктувани от положението му на представител на сръбската държава, докато самият той в действителност се отнася подозрително към католицизма като „най-консервативното сред западните вероизповедания“. Така например публично се обявява за сключване на конкордат с Ватикана, а в частни разговори за късане с Рим и създаване на югославска католическа църква, публично твърди, че двете религии ще са равни в бъдеща Югославия, а в частни разговори, че Православната църква не трябва да губи статуса си на държавна религия.

### Жички епископ
След завръщането си в Сърбия през 1919 година с края на войната, Николай е възхваляван за дипломатическите си успехи и е избран за епископ на старата жичка катедра. Епископ Николай Жички развива активна дейност в периода на обединяване на шестте православни църковни организации в Югославия в единна Сръбска православна църква и често отсъства от епархията си. Пътува до Великобритания, Съединените щати, Русия и Гърция, за да утвърди международното положение на новата църква и да поддържа връзките ѝ с диаспората.